# Orson (Band)
Orson war eine US-amerikanische Indie-Rock-Band aus Hollywood (Kalifornien).

## Bandgeschichte
Nach ihrer Gründung im Jahr 2000 spielte die Band auf mehreren Konzerten in den USA. Es vergingen fünf Jahre, bis sie einen Plattenvertrag unterzeichnen konnte: Im Oktober 2005 spielte sie auf dem In-The-City-Festival in Manchester (Vereinigtes Königreich). So wurde das Plattenlabel Mercury Records UK auf sie aufmerksam. Sie unterzeichnete bei ihm ihren ersten Plattenvertrag. Im Dezember 2005 trat Orson als Vorgruppe bei acht Konzerten von Duran Duran auf. Ihr Erfolg in Europa stieg während sie in ihrer Heimat, den USA, immer noch völlig unbekannt war. Deswegen zogen alle Bandmitglieder 2006 nach London. Daraufhin gingen sie auf Tournee durch das Vereinigte Königreich. Ihre erste Single No Tomorrow, die am 27. Februar 2006 veröffentlicht wurde, schaffte es auf Platz 1 der britischen Charts. No Tomorrow avancierte auch zu einem der meistheruntergeladenen Tracks des Jahres 2006 (Platz 4 der iTunes-Jahrescharts). Das Debütalbum Bright Idea, welches am 15. Mai veröffentlicht wurde, schaffte es gleich in der Einstiegswoche auf Platz 1 der britischen Albumcharts. Außerdem war Orson neben Basement Jaxx eine der beiden Vorgruppen der Close-Encounters-Tour 2006 von Robbie Williams. Die Band erhielt 2007 einen Brit Award als „Bester internationaler Newcomer“. Im Oktober 2007 folgte dann die Veröffentlichung des zweiten Albums Culture Vultures sowie der ersten Singleauskopplung des Albums, Ain’t No Party.
In einem Interview sagte Leadsänger Jason Pebworth, dass die Band musikalisch vor allem von Led Zeppelin, Flaming Lips, Beck und Björk beeinflusst wurde. Ihren Namen gaben sie sich in Anlehnung an den Regisseur Orson Welles.
Kurz nach der Veröffentlichung des zweiten Albums Culture Vultures 2007 gab die Band ihre Auflösung bekannt

## Diskografie
Alben
- 2006: Bright Idea
- 2007: Culture Vultures

Singles
- 2006: No Tomorrow
- 2006: Bright Idea
- 2006: Happiness
- 2006: Already Over
- 2007: Ain’t No Party